# Felsőbán
Felsőbán település Romániában, Szilágy megyében.

## Fekvése
Szilágy megyében, Krasznától délnyugatra, Alsóbán, Felsőszék és Ballaháza között fekvő település.

## Nevének eredete
Nevét telepítőjétől, a losonci Bánffy család ősétől vette: Bán, Bán telke. Nevének előtagja megkülönböztetésül szolgál a két egymás mellett fekvő Bán településnél: Felsőbán, Alsóbán.

## Története
Nevét 1205–1235 között a Váradi regestrum említette először Bani, Ban néven egy tűzpróbával végződő per kapcsán.
1341-ben Bantheluke, 1481-ben Alsoban, Felsewban, 1580-ban Bánháza néven volt említve.
1341-ben Bánteleke Valkó várához tartozó település, és a Bánffy család birtoka volt.
1481-ben losonci Bánffy András bácsi nagyprépost, krasznamegyei Alsó- és Felső-Bán birtokát losonci Bánffy Mihálynak zálogosította el.
1491-ben losonci Bánffy András Felsewban birtokát elosztották losonci Bánffy Dénes, Ferenc, László és Mihály között.
1523-ban Lajos király meghagyja a leleszi konventnek, hogy Bán és Felsőbán birtokba iktassa be Somlyói Szaniszlófi Istvánt.
1547-ben mindkét Bán birtokot egyenlően osztották meg Sarmasági András, Báthory Szaniszlófi András, Kristóf meg István között.
1570-ben Bánfi Farkast és Kristófot, István fiait beiktatták a két Bán település birtokába.
1638-ban Felső-Bán birtokon Bánffy Mihály és első neje, Károlyi Eufrozina gyermekei meg Bánffy Mihály özvegye, Kapi Judit meg gyermekei osztozkodtak.
1759-ben Felső-Bán birtokot két egyenlő részre osztotta Bánffy Ferenc és Boldizsár.
1847-ben Felső-Bánnak 234 lakosa volt, valamennyi görögkatolikus.
Felsőbán trianon előtt Szilágy vármegye Krasznai járásához tartozott.

## Nevezetességek
- Görögkatolikus fatemploma.